# Black or White
A Black or White Michael Jackson amerikai énekes dala. 1991 novemberében jelent meg Jackson Dangerous című albumának első kislemezeként. Szerzői és producerei Michael Jackson és Bill Bottrell.

## Háttere
A Black or White első változatát a Sony vezetői egy neverlandi útjukon hallották először, ez volt az első dal a Promo (Flight Only) írott CD-n. A dalt 1991 első hetében kezdték először játszani New York és Los Angeles rádióállomásai. Hivatalosan november 5-én jelent meg. A dalban elektronikus, rap és hard rock elemek keverednek. Gyakran a Guns N’ Roses gitárosának, Slashnek tulajdonítják a dalban elhangzó gitárjátékot, de ő valójában csak a dal előtt hallható bevezető részletben játszik.

## Fogadtatása
A dal a 35. helyen került fel az amerikai Billboard Hot 100 slágerlistára. Egy héttel később már a 3. helyen állt, és a listán töltött harmadik hetén, 1991. december 7-én az első helyre került, ezzel ez érte el leggyorsabban az első helyet a The Beatles Get Backje óta, ami szintén három hét alatt ért az első helyre 1969-ben. Az év végén is az első helyen állt, és összesen hét héten át vezette a listát, ezzel Michael Jackson lett az első előadó, akinek az 1970-es, 1980-as és 1990-es években is volt listavezető száma ezen a listán. Az Egyesült Királyságban ez lett az első amerikai kislemez, ami az első helyre került, egészen 1960 óta, amikor Elvis Presley It’s Now or Neverje vezette a listát. A dal tizenkilenc országban vezette a slágerlistát és az Eurochart Hot 100-on is első lett, és sok más országban is előkelő helyezést ért el. Az Egyesült Államokban platinalemez lett, mert több mint egymillió példányban kelt el.
A dal vegyes kritikákat kapott. A Rolling Stone kritikusa, Allan Light az albumról írt kritikájában a Beat Ithez hasonlítja, de szerinte a Black or White alulmarad az összehasonlításban.

## Videóklip
A dal videóklipjét az MTV, a BET, a VH1 és a Fox csatornák sugározták először, nagy nézettséget elérve, 1991. november 14-én. Jackson mellett szerepelt benne Macaulay Culkin, Tess Harper és George Wendt. Ez tett népszerűvé egy új speciális effektust a videóklipekben, azt, amikor egyik kép átalakul egy másikba (morphing). A képsor Let Mon Lee arcképével kezdődik, és a képernyőn látott arc folyamatosan változni kezd, hol férfi, hol női, hol fekete, hol fehér. Az arcok közt látható Tyra Banks modell és Cree Summer színésznő arca is. A klipet John Landis rendezte, aki korábban a Thrillert is. Huszonhét országban mutatták be egyszerre, összesen 500 millióan nézték, ami rekordnak számít.
A klip első pár perce az albumon is hallható intro hosszabb változata. Egy tízéves gyerek (Macaulay Culkin) rockzenére táncol a hálószobájában éjjel. Az apja (George Wendt) ráparancsol, hogy kapcsolja ki és menjen aludni. (A dal albumváltozatában nem Culkin és Wendt hanga hallható, hanem szinkronszínészeké.) A fiú erre hatalmas hangfalakat állít fel apja fotelja mögött, majd megszólal a zene, aminek hatására kitörnek a ház ablakai, és a székben ülő apa kirepül rajtuk, majd megkerüli a világot. Ekkor kezdődik el maga a szám. A fiú anyja (Tess Harper) megjegyzi, hogy az apa dühös lesz, ha visszajön. Wendt Afrikában földet ér, és Jackson elénekli a dalt, miközben különböző kultúrák életéből látunk jeleneteket.
A klip egy jelenetében afrikai vadászok táncolnak egy nyugat-afrikai táncot; Jackson utánozza őket, majd a vadászok utánozzák őt, majd ugyanezt csinálják thai táncosok, indiánok, egy indiai nő és egy csapat orosz. Jackson kollázsokon sétál át, melyek tüzet ábrázolnak (itt jelenti ki dacosan, hogy „nem félek a lepedőktől”, ami a Ku-Klux-Klanra utal), majd egy rapjelenet jön Culkin és más gyerekek részvételével. A csoport együtt jelenti ki: „Nem élem le úgy az életem, hogy csak egy bőrszín vagyok.” Az utolsó versszakot Jackson egy hatalmas kőfáklyán adja elő, amiről, ahogy távolodik a kamera, meglátjuk, hogy a New York-i Szabadság-szobor fáklyája. Jacksont ezután más híres épületek veszik körül, köztük a Nagy szfinx, a Hagia Szophia, a Parthenón, a Tádzs Mahal, a Boldog Vazul-székesegyház, a gízai piramisok, a Golden Gate híd, a Big Ben és az Eiffel-torony. A dal végén látható a táncoló ember, aki folyamatosan mindig másik emberré változik. Ez a morphing nevű technika, melyet a Godley & Creme Cry című számában még digitális segítség nélkül használtak, korábban csak filmekben volt használatos, például a Terminator 2-ben. A klipben a Pacific Data Images cég készítette ezt a vizuális effektust. Jackson unokahúga, Brandi Jackson, Jackie Jackson lánya is szerepel a klipben, valamint Wade Robson, illetve Mark és Dave az Another Bad Creationből.
A videóklip hosszabb változatának utolsó négy percét sokan kritizálták. Jackson a klip végén kisétál a stúdióból, és fekete párduccá változik, majd visszaváltozik emberré. Ezután előad egy táncot, rendkívül komplikált mozdulatokkal, hasonlóan a Billie Jean klipjének táncmozdulataihoz. Némelyik táncmozdulat erősen erotikus töltetű, többek közt az, ahol Jackson az ágyékát markolássza, utána felhúzza a sliccét. Ezenkívül erőszakos jelenetek is láthatóak benne, Jackson ablakokat tör be, széttör egy kocsit és felrobbant egy kocsmát. Jackson később elnézést kért, kijelentette, hogy az erőszakos és szuggesztív viselkedés a fekete párduc állati ösztöneinek képi megjelenítése. Az MTV és más csatornák az utolsó négy perc nélküljátszották a klipet. Hogy jobban elfogadtassák a nézőkkel a vandalizmust, a Jackson által betört ablakokra számítógépes trükkel rasszista feliratokat raktak, többek közt a „Hitler él”, „Nigger takarodj haza”, „Nem kell több bevándorló”, „A KKK a király” feliratokat és horogkeresztet.
Az eredeti változatot az Egyesült Államokban az MTV csak hajnali 1 és 4 óra közt adta „Legvitatottabb videóklipek” című, cenzúrázatlan műsorában. Jackson videóklipes DVD-in megtalálható a hosszabb klipváltozat. A graffiti nélküli vágatlan változat megtekinthető az MTVMusic.com oldalon. A Fuse TV amerikai kábeltévé-csatorna 2009. november 29-én szintén leadta az eredeti, graffiti nélküli változatot kétórás, Remember His Time című műsorában, melyben Jacksonról emlékeztek meg és sok klipjét lejátszották.
Európában éveken át a vágatlan változatot adták. Az Egyesült Királyságban az MTV Classic csatorna délután kettőkor adta le az egész klipet 2010. április 11-én, a végén „az előítélet tudatlanság” üzenettel és előtte Bart és Homer Simpson megjelenésével. Az iTunes Music Store-ban kapható változat a morphing-jelenet után véget ér, sem a Simpson-szereplők, sem a párducos jelenet nem szerepel benne.
1992-től a Nocturne Video Productions elkezdte játszani a párducos jelenetet Jackson Dangerous turnéján időkitöltő közjátékként a dalok közt. Ez a jelenet húsz másodperccel rövidebb lett az eredeti, klipben szereplő jelenetnél, a túl erőszakos és erotikus részeket kivágták. Az a jelenet, ahol Jackson felhúzza a sliccét, benne maradt.
2009. március 28-án az Australian Broadcasting Corporation Rage című műsora leadta a cenzúrázatlan, graffiti nélküli eredeti változatot teljes hosszában. A rövid és a graffitis változatot a mai napig játsszák a tévécsatornák.
A videóklip hosszú változata szerepel a Dangerous – The Short Films, Video Greatest Hits – HIStory és Michael Jackson’s Vision, a rövid változata a Number Ones című kiadványon. A Michael Jackson’s Visionre az eredeti változat került fel, a digitálisan hozzáadott graffiti nélkül. A Video Greatest Hits – HIStory VHS- és lézerlemez-változatán szintén, de a DVD-n már a graffitis szerepel.

## Hivatalos változatok, remixek
A dal Clivillés & Cole-remixei, melyek promóciós kislemezen jelentek meg 1992-ben, szintén sikert arattak több európai országban. Az Egyesült Királyságban egy remix a 14., Írországban a 11., Ausztráliában a 18. helyet érte el a slágerlistán. Ennek ellenére a remix nem került fel Michael Jackson egy albumára sem, csak a King of Pop válogatásalbum francia és brit kiadásának harmadik lemezére.
- Black or White (Album Version) – 4:18
- Black or White (Single Version) – 3:22
- Black or White (Instrumental) – 3:22
- Black or White (The Clivilles & Cole House/Club Mix) – 7:36
- Black or White (The Clivilles & Cole House/Dub Mix) – 6:34
- Black or White (The Clivilles & Cole House with Guitar Radio Mix) – 3:53
- Black or White (The Clivillés & Cole Underground Club Mix) – 7:29
- Black or White (The Clivillés & Cole Tribal Beats) – 3:38

## Számlista
| CD maxi kislemez 1. Black or White (Single Version) – 3:22 2. Black or White (Instrumental) – 3:22 3. Smooth Criminal – 4:16 7" kislemez és 3" mini CD 1. Black or White (Single Version) – 3:22 2. Black or White (Instrumental) – 3:22 12" maxi kislemez 1. Black or White (The Clivilles & Cole House/Club Mix) – 7:36 2. Black or White (The Clivilles & Cole House/Dub Mix) – 6:34 3. Black or White (House with Guitar Radio Mix) – 3:53 4. Black or White (Single Version) – 3:22 5. Black or White (Instrumental) – 3:22 6. Black or White (Tribal Beats) – 3:38 | The Clivillés & Cole Remixes 1. Black or White (The Clivillés & Cole House / Club Mix) – 7:36 2. Black or White (The Clivillés & Cole House / Dub Mix) – 6:34 3. Black or White (The Underground Club Mix) – 7:29 4. Black or White (House with Guitar Radio Mix) – 3:53 5. Black or White (Tribal Beats) – 3:38 Visionary kislemez CD oldal 1. Black or White (Single version) – 3:22 2. Black or White (Clivillés & Cole House Guitar Radio Mix) – 3:53 DVD oldal 1. Black or White (videóklip) – 11:00 2. Dangerous Pepsi-reklám |

## Helyezések és minősítések
| Slágerlista (1991)              | Legmagasabb helyezés |
| ------------------------------- | -------------------- |
| Ausztrál kislemezlista          | 1                    |
| Belga kislemezlista             | 1                    |
| Brit kislemezlista              | 1                    |
| Dán kislemezlista               | 1                    |
| Francia kislemezlista           | 1                    |
| Holland kislemezlista           | 1                    |
| Ír kislemezlista                | 1                    |
| Kanadai kislemezlista           | 1                    |
| Német kislemezlista             | 1                    |
| Norvég kislemezlista            | 1                    |
| Svájci kislemezlista            | 1                    |
| Svéd kislemezlista              | 1                    |
| USA Billboard Hot 100           | 1                    |
| Új-zélandi kislemezlista        | 1                    |
| Slágerlista (2009)              | Legmagasabb helyezés |
| Brit kislemezlista              | 25                   |
| Dán kislemezlista               | 22                   |
| European Hot 100 Singles        | 25                   |
| Francia digitális kislemezlista | 9                    |
| Norvég kislemezlista            | 18                   |
| Osztrák kislemezlista           | 17                   |
| Svájci kislemezlista            | 7                    |
| Svéd kislemezlista              | 11                   |
| USA Billboard Hot Digital Songs | 13                   |
| Új-zélandi kislemezlista        | 16                   |
| Slágerlista (2011)              | Legmagasabb helyezés |
| Magyar kislemezlista            | 6                    |

| Slágerlista (1992)    | Helyezés |
| --------------------- | -------- |
| USA Billboard Hot 100 | 14       |

| Slágerlista (1990–1999) | Helyezés |
| ----------------------- | -------- |
| USA Billboard Hot 100   | 39       |

| Ország           | Minősítés      | Elkelt példányszám |
| ---------------- | -------------- | ------------------ |
| Egyesült Államok | Platinalemez   | 1 000 000          |
| Ausztrália       | 2×platinalemez | 140 000            |
| Új-Zéland        | Platinalemez   | 15 000             |
| Németország      | Aranylemez     | 250 000            |

## Feldolgozások
- 1992-ben “Weird Al” Yankovic parodizálta a dalt Snack All Night címmel, de nem jelentette meg, csak egy koncerten adta elő.[33]
- A videóklipet – a párducos jelenettel együtt – parodizálta az In Living Color tévéműsor. Tommy Davidson alakította Jacksont, de párduc helyett kiscicává változott, és a klip végén megkérdezett egy rendőrt, hogy ő most fekete vagy fehér. A rendőr erre letartóztatta különcködéséért, mire Jackson levonta a következtetést, hogy akkor fekete.[34]
- 1991-ben a Genesis rockegyüttes parodizálta a klipet I Can’t Dance című számuk klipjében. Phil Collins, az együttes tagja utánozta benne Jacksont.[35]
- A Das Racist hiphopegyüttes is parodizálta a klipet Michael Jackson című, a Relax albumon szereplő daluk klipjében.